# Synagogue de Wilshire Boulevard
La synagogue de Wilshire Boulevard appartient à la communauté B'nai B'rith, qui fondée en 1862, est  la plus ancienne communauté juive de Los Angeles, Californie,. Le bâtiment de la synagogue, avec son dôme iconique et sa peinture murale de Warner, est un Monument historique culturel de Los Angeles et est inscrit sur la liste du Registre national des lieux historiques,,,,.
L'immense dôme de la synagogue de style néo-byzantin, se distingue de loin. L'architecte sélectionné, A.M. Edelman, est le fils du premier rabbin de la communauté Abraham Edelman.
Les fonds pour la décoration intérieure du dôme ont été donnés par Irving Thalberg, un producteur de cinéma plusieurs fois récompensé. La prière inscrite en hébreu autour de l'oculus, à l'apex de l'intérieur du dôme, est le Chema Israël, prière centrale des offices matinaux et vespéraux dans le judaïsme.

## Historique de la communauté
Le premier office juif qui s'est tenu à Los Angeles date de 1851. En 1862, un petit groupe  de Juifs de Los Angeles reçoit ses statuts de l'État de Californie pour fonder la communauté B’nai B’rith. Longtemps éclipsée par la communauté juive de San Francisco beaucoup plus prospère, les Juifs de Los Angeles construisent en 1873 leur première synagogue, un bâtiment  impressionnant en briques, de style gothique situé dans le centre-ville, à l'intersection des rues Temple et Broadway. Le Los Angeles Star le décrit comme « le plus bel édifice religieux en Californie du Sud ».

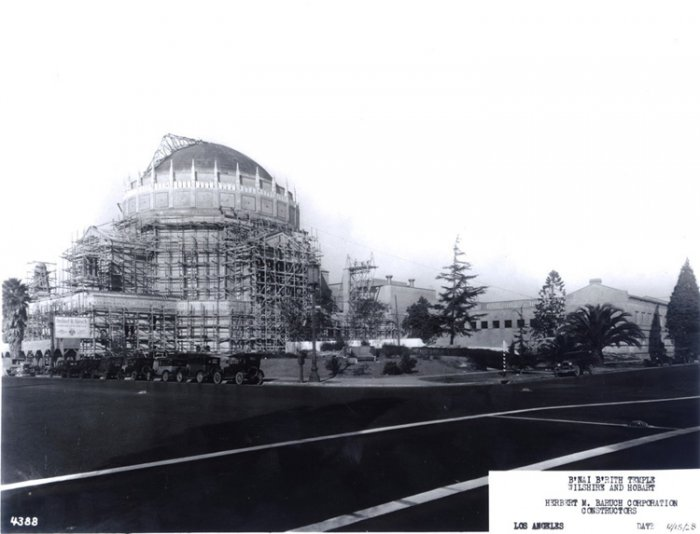
La synagogue en construction en 1928

En 1895, la communauté se transporte vers un bâtiment plus vaste, de style victorien, aussi conçu par A.M. Edelman et situé au croisement des rues 9th et Hope.
La synagogue actuelle, de Wilshire Boulevard est inaugurée en 1929, construite parmi d’autres lieux de prière importants dans le quartier de Wilshire Center. Cette nouvelle synagogue était le rêve du rabbin Edgar Magnin, qui durant une carrière de plusieurs décennies, réussit à forger une identité juive pour Los Angeles, réunissant les pionniers et les nababs d’Hollywood. Magnin rejoint la communauté B'nai B'rith comme rabbin assistant en 1915, et dès cette date, il se bat pour une nouvelle synagogue. L’implication des producteurs de cinéma d’Hollywood après la Première Guerre mondiale, et la promotion de Magnin au poste de rabbin principal en 1919, permettent au projet d’aboutir.
Les producteurs de cinéma d’Hollywood, venant principalement de New York, avec un intérêt religieux marginal, sont attirés par la personnalité de Magnin et par son judaïsme moderne populaire. Magnin pressent aussi le déplacement de la ville, et plus particulièrement de sa population juive vers l’ouest. La synagogue de Wilshire Boulevard est donc une anticipation du déplacement vers les banlieues de la population juive américaine. Comme la nouvelle synagogue se trouve au-delà de la ceinture périphérique, il entrevoit la presque totale dépendance de Los-Angeles à l'automobile, une transformation qui affectera la plupart des communautés juives après la Seconde Guerre mondiale.

## Architecture et décorations de la synagogue

### Les peintures de Ballin
Les éléments principaux de la décoration de la synagogue sont les peintures murales sur des thèmes bibliques, peintes par Hugo Ballin, et commandées par les frères Warner,,,, Jack, Harry et Albert fondateurs des studios Warner Bros.
Les peintures murales de Ballin, appelées Warner Murals en l'honneur de leurs commanditaires, s'étendent sur 98 mètres de longueur sur une hauteur de 2,10 mètres, et représentent des moments clés de l'histoire juive,. Elles entourent la presque totalité de la salle de prière, et en 1929-1930, le rabbin Magnin donne une série de conférences expliquant de façon détaillée les sujets des peintures et leurs significations dans l'histoire du peuple juif.
Ces peintures sont, depuis l'antiquité, les premières peintures figuratives figurant dans une synagogue, car jusqu'au début du XXe siècle, les autorités religieuses interprétaient littéralement le Second Commandement du Décalogue: « Tu n'auras pas d'autre Dieu que moi », tel que défini dans le livre de l’Exode-20 :     
« Tu ne te feras point d’image taillée, ni de représentation quelconque des choses qui sont en haut dans les cieux, qui sont en bas sur la terre, et qui sont dans les eaux plus bas que la terre. »
Le rabbin Magnin a maintenu que : « Les jours sont passés que les gens d’esprit libéral soient amenés à vénérer des images…La synagogue, particulièrement dans les communautés réformées, est généralement trop froide dans son traitement. Nous avons besoin de plus de chaleur et de mysticisme ».
En juin 1929, Ballin écrit : 
« Ce fut une joie et un privilège que l’on m’ait demandé de contribuer à l’embellissement de la Synagogue de Wilshire Boulevard, qui a résulté en une série de peintures murales, connue dorénavant sous le nom de ‘’Warner Memorial Murals’’. La richesse et l’abondance de matière à sujets a rendu difficile la sélection des scènes à dépeindre. La sélection a été effectuée avec la collaboration enthousiaste du rabbin Magnin. Les sujets ont été traités comme un agencement entrelacé de compositions gracieuses non précisément confinées. Les sujets peints ne présentaient pas de caractéristiques picturales propres. Il a donc été nécessaire de créer des figures composites qui devaient être convaincantes. Le but de l’embellissement mural est de stimuler l’imagination, et de soulever intérêt et respect chez l’observateur. Si j’ai réussi à ce qu’il en soit ainsi, je serai profondément satisfait. »

### La rose et les vitraux
La rose de la façade sud, caractéristique de la synagogue, ainsi que les fenêtres à vitraux des façades est et ouest, ont été conçues par les célèbres ateliers Oliver Smith Studios de Pennsylvanie selon le style gothique. Ils sont actuellement en réparation dans les ateliers Judson de Los Angeles. La rose, d'environ 7,5 mètres de  diamètre, représente au centre un rouleau de Torah et une étoile de David, et dans le cercle extérieur les symboles des douze tribus d'Israël. Elle a été donnée par Tom May, fondateur de la May Company, une chaîne de grands magasins. Les fenêtres triples en lancette sur les façades est et ouest sont faites chacune de 5 à 6 000 pièces de verre et représentent aussi les douze tribus d'Israël. Le verre a été spécialement réalisé dans ce but, selon les mêmes méthodes utilisées au XIIIe siècle pour les vitraux des cathédrales en Europe. Les fenêtres est et ouest en lancette sont un don de Louis B. Mayer, fondateur des studios Metro-Goldwyn-Mayer.
L'immense dôme de la synagogue, de 30 mètres de diamètre et s'élevant à  41 mètres au-dessus du sol, devient immédiatement un point de repère remarquable dans le quartier de Wilshire. Le tambour du dôme est flanqué de 28 contreforts pour renforcer la structure.

## La vie de la synagogue
La construction de la synagogue coûte 1,5 million de dollars de 1929. Ce fut le grand projet de l'architecte Edelman. Elle est inaugurée en juin 1929 par trois jours de fête présidée par le rabbin Magnin. Celui-ci va diriger la communauté jusqu'à sa mort en 1984. En 1980, la Municipalité de Los Angeles donne le nom de Edgar F. Magnin Square à la partie du Wilshire Boulevard où est située la synagogue.

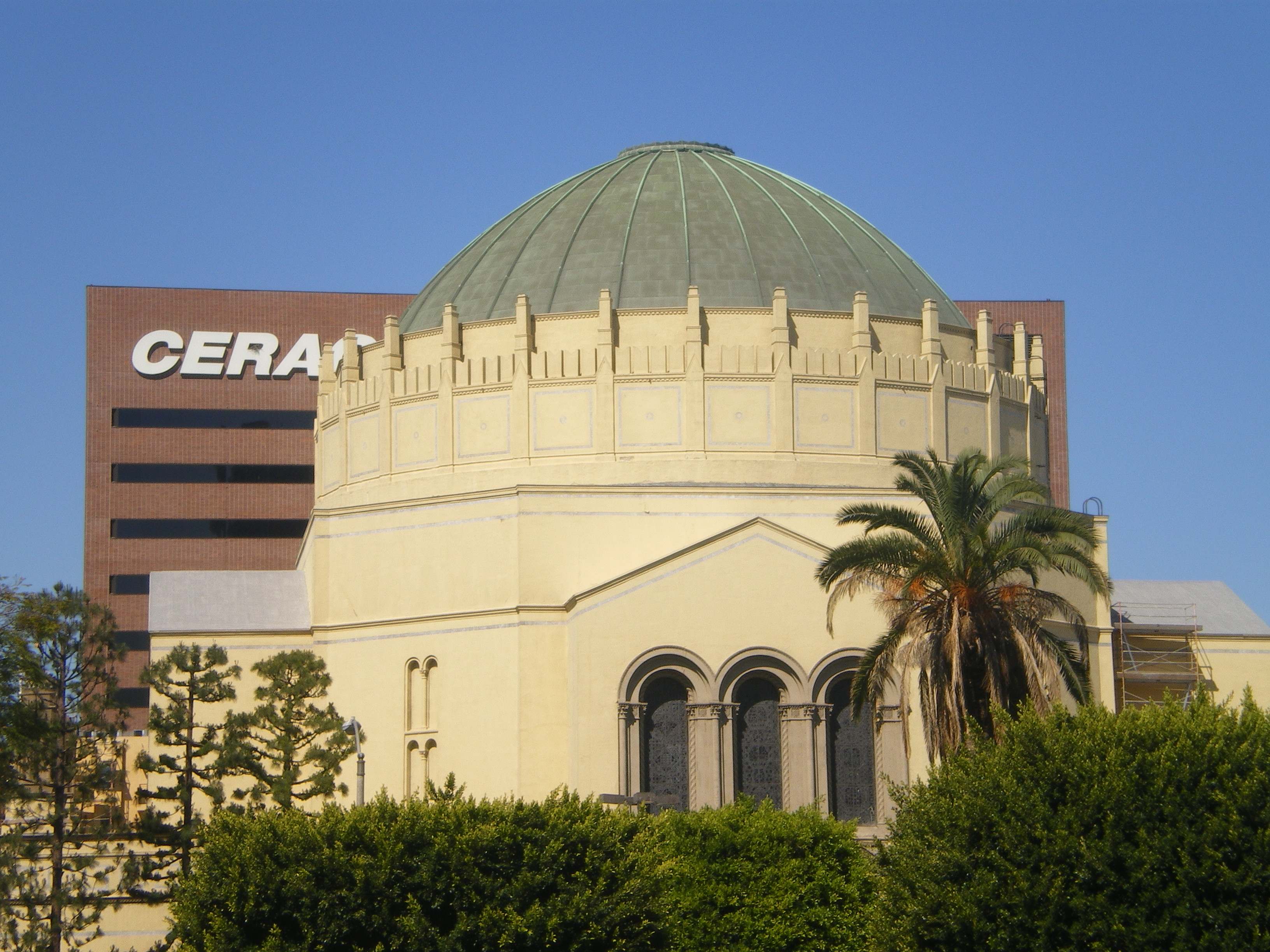
Vue de la synagogue côté est

Le 21 mars 1973, la synagogue est répertoriée dans l'inventaire des Monuments historiques et Culturels (HCM) de Los Angeles sous la référence 116.
Le 21 décembre 1981, la synagogue est inscrite au National Register of Historic Places sous la référence 81 000 154, comme une des synagogues à l'architecture la plus impressionnante d'Amérique.
En 1998, en raison de l'accroissement significatif du nombre de fidèles dans le quartier de West Los Angeles, la communauté inaugure le campus moderne Audrey et Sydney Irmas, situé entre    Olympic Boulevard et S. Barrington Avenue.
En juillet 2000, la fondation J. Paul Getty Trust attribue une subvention Preserve L.A. à la synagogue pour  ses efforts dans la préservation de l'héritage culturel de la ville.
La communauté a fêté en 2004 les 75 ans de la construction de la synagogue. Pendant ces années, la communauté a accueilli de très nombreuses personnalités, dont en 1999, le Dalaï-lama, qui a reçu à la synagogue de Wilshire Boulevard, le Bodhi Award, présenté par le Congrès bouddhiste américain.
La communauté entreprend actuellement de gros travaux de restauration du sanctuaire et le redéploiement des bâtiments alentour. Fin 2011, après les fêtes de Tishri, la salle de prière est fermée pour un projet de rénovation, prévu pour durer deux ans.

## Liste des rabbins principaux
- Edgar Magnin: de 1919 à 1984
- Alfred Wolf: de 1984 à 1985
- Harvey J. Fields: de 1985 à 2003
- Steven Z. Leder: 2003 à nos jours